# Nützen
Nützen ist eine Gemeinde im Kreis Segeberg in Schleswig-Holstein. Kampen und Springhirsch liegen im Gemeindegebiet. Seit dem 1. April 2022 ist Nützen der Sitz des Amtes Auenland Südholstein, das zuvor Amt Kaltenkirchen-Land hieß und seinen Sitz in Kaltenkirchen hatte.

## Geografie und Verkehr
Nützen liegt etwa sieben Kilometer südlich von Bad Bramstedt zwischen der Bundesstraße 4 von Hamburg nach Neumünster und der Bundesautobahn 7, die ebenfalls von Hamburg nach Neumünster führt.
Kampen war ursprünglich ein Bauerndorf, Springhirsch liegt direkt an der Bundesstraße 4.

## Geschichte
In Springhirsch befand sich während des Ersten Weltkriegs ein Kriegsgefangenenlager. Auf dem gleichen Gelände befand sich zwischen August 1944 und April 1945 das Außenlager Kaltenkirchen. Die Häftlinge sollten die Start- und Landebahnen des Militärflugplatzes Kaltenkirchen ausbauen. Dabei wurden 500–700 Häftlinge ermordet.
Aufgrund des in den 1950er Jahren geplanten Baus des Großflughafens Kaltenkirchen, der jedoch nie ausgeführt wurde, ging die Einwohnerzahl der Gemeinde vorübergehend zurück, und mehrere Gebäude wurden abgerissen.
In Springhirsch befindet sich heute die Gedenkstätte des Außenlagers Kaltenkirchen, einem Außenlager des KZ Neuengamme bei Hamburg.

## Politik

### Gemeindevertretung
Bei der Kommunalwahl 2023 errang die Allgemeine Wählergemeinschaft Nützen/Kampen alle elf Sitze in der Gemeindevertretung. Die Wahlbeteiligung betrug 52,5 Prozent.

### Wappen
Blasonierung: „Von Grün und Blau durch einen schrägen silbernen Wellenbalken geteilt, oben drei zum Wellenbalken fächerförmig gestellte goldene Haselnüsse mit schwarzen Hüllblättern, unten ein zum Wellenbalken gebrochener unterhalber silberner Mahlstein.“

## Wirtschaft und Infrastruktur
Durch die sandigen Böden ist die Landwirtschaft im Gemeindegebiet wenig ertragreich. Der Abbau der Kiesvorkommen hat sich daher zu einem wichtigen Wirtschaftszweig entwickelt.
Nützen verfügt über einen Haltepunkt der AKN an der Bahnstrecke Hamburg-Altona–Neumünster. Die nächste Anschlussstelle der Autobahn A7 ist nur wenige Minuten entfernt.
Im Sommer 2020 wurde ein Verteilzentrum des Versandkonzerns Amazon in Nützen eröffnet.

## Sehenswürdigkeiten
In der Liste der Kulturdenkmale in Nützen stehen die in der Denkmalliste des Landes Schleswig-Holstein eingetragenen Kulturdenkmale.

## Persönlichkeiten
- Ludolf von Uslar (1867–1939), deutscher Marineoffizier, zuletzt Vizeadmiral der Reichs- und Kriegsmarine, Reichskommissar beim Seeamt Hamburg